# Intelligent design

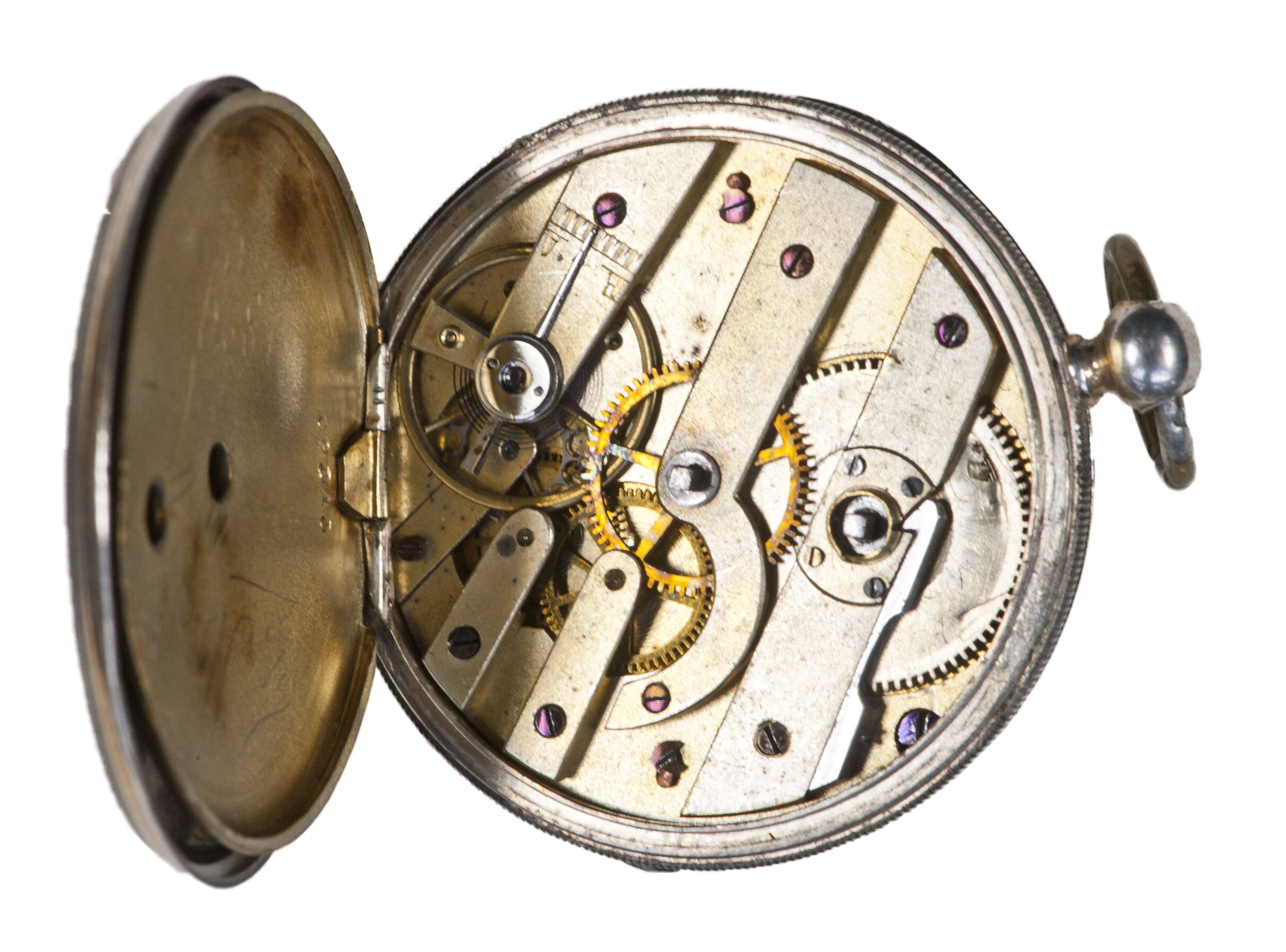
De horlogemaker-analogie stelt dat de natuur het bewijs is voor een intelligente ontwerper, net als dat het vinden van een horloge op de hei bewijs is voor de maker ervan.

Intelligent design (Engels, afgekort als ID, vertaald als intelligent ontwerp) is een pseudowetenschappelijke opvatting die stelt dat bepaalde kenmerken van het universum en het leven het best kunnen worden verklaard als het werk van een (bovennatuurlijke) intelligente "ontwerper". Intelligent design wil zich wetenschappelijk rekenschap geven van de complexe aard van levende organismen. Ze concludeert daarbij dat kwesties als de oorsprong van het leven, het ontstaan van de genetische code en de ontwikkeling van het menselijk bewustzijn elke natuurlijke verklaring te boven gaan en resulteren uit een niet-natuurlijke oorzaak.
ID staat zodoende in contrast met de evolutietheorie, die erfelijkheid en selectiemechanismen (waaronder natuurlijke selectie) beschouwt als een afdoende verklaring voor het ontstaan van alle organismen. Hoewel er nog veel vragen open staan over het ontstaan van het leven en de erop volgende biologische evolutie, is er een overduidelijke consensus binnen de wetenschappelijke gemeenschap dat intelligent design geen wetenschap is, maar pseudowetenschap die gebruikmaakt van teleologische argumentatie.
De naam intelligent design wordt metonymisch gebruikt voor zowel de opvatting als voor de beweging die zich hard maakt voor het opnemen van bovenstaande opvatting in het curriculum van scholen in de Verenigde Staten. Ook in andere landen zijn ID-aanhangers.

## Algemeen
Een van de kopstukken van de ID-beweging, William Dembski, heeft een centrale stelling geformuleerd omtrent intelligent design: 
Er bestaan natuurlijke systemen die niet goed kunnen worden verklaard als het werk van ongeleide natuurlijke krachten en die kenmerken hebben die we anders altijd aan intelligentie zouden toeschrijven.
Aanhangers van ID zien aanwijzingen voor "tekenen van intelligentie": fysieke eigenschappen die zonder (intelligent) ontwerp onmogelijk zouden zijn. Vaak genoemde tekenen zijn onherleidbare complexiteit (irreducible complexity) en specifieke complexiteit (specified complexity). Aanhangers van de theorie stellen dat levende systemen dergelijke eigenschappen hebben en concluderen daaruit dat minstens enkele onderdelen van het leven "ontworpen" zijn.
Volgens Dembski heeft intelligent design een wetenschappelijke basis: het is een theorie die niet afgaat op religieuze intuïties, maar steunt op de objectiviteit en onafhankelijkheid van de rede. Ondanks deze seculiere bewoordingen zijn veruit de meeste aanhangers godsdienstige christenen die hebben verklaard dat de ‘ontwerper’ die in intelligent design wordt voorgesteld, de christelijke zienswijze van God omvat.

## Concepten

### Basisargument voor ontwerp
Het meest populaire argument voor ontwerp is gegeven door William Paley. In zijn boek Natural Theology vergelijkt hij de "intelligente" ontwerper met een horlogemaker. Hij schrijft:
"Stel dat ik tijdens een wandeling over de heide met mijn voet tegen een steen stootte en iemand me vroeg hoe die steen daar was terechtgekomen, dan zou ik als antwoord kunnen geven dat die steen daar voor zover ik wist altijd al had gelegen, en zou het waarschijnlijk niet zo gemakkelijk zijn om dat antwoord als ongerijmd af te doen. Maar stel nu dat ik een horloge op de grond had aangetroffen en de vraag kreeg voorgelegd hoe dat daar was terechtgekomen, dan zou mijn eerdere antwoord, namelijk dat het er voor zover ik kon weten altijd al had gelegen, nooit bij mij opkomen."
Hij maakt dus het verschil duidelijk tussen natuurlijke fysieke voorwerpen als stenen enerzijds en ontworpen voorwerpen anderzijds. Als we de steen bestuderen, zien we dat die geen duidelijke functie vervult en slechts het gevolg is van natuurlijke krachten. Bij de studie van het horloge evenwel zien we de tandradertjes, veertjes en andere onderdelen die op een ingewikkelde manier samenwerken om aan te geven hoe laat het is. Paley concludeert dat het horloge een ontwerper moet hebben gehad, omdat de kans dat zoiets vanzelf door de natuurkrachten is ontstaan zo goed als nul is. Het zou zijn alsof alle onderdelen van een horloge in de lucht gegooid worden en vanzelf een werkend horloge vormen als ze weer op de grond neerkomen. Vervolgens zegt Paley dat wat geldt voor het horloge, namelijk dat er aanwijzingen zijn voor een ontwerper, ook geldt voor de natuur.
In een ander voorbeeld vergelijkt hij het menselijk oog met een telescoop en concludeert dat het oog gemaakt is om te zien, net als de telescoop is ontworpen om ons zicht te vergroten. Het oog moet dus, net als de telescoop, een ontwerper hebben gehad.

### Onherleidbare complexiteit
Het concept van "onherleidbare complexiteit" is naar voren gebracht door Michael Behe, die het definieert als: "een systeem dat bestaat uit goed passende samenwerkende onderdelen die elk bijdragen aan de basisfunctionaliteit en waarin het weghalen van een van de onderdelen tot gevolg heeft dat het systeem niet meer functioneert."
De moleculaire biologie heeft aan het licht gebracht dat zelfs de basale bouwstenen van organismen (cellen) uiterst ingewikkelde systemen zijn. Deze zouden volgens Behe met geen mogelijkheid af te leiden zijn uit voorgaande systemen.
De eerste stap om te bepalen of een systeem onherleidbaar complex is, is de specificatie van zowel de functie als de bestanddelen van het systeem. Het systeem bestaat uit verschillende onderdelen die bijdragen aan de werking ervan. Om dit uit te leggen gebruikt hij een eenvoudig mechanisch voorbeeld. Een muizenval bestaat uit een aantal onderdelen:
1. een plankje als basis
2. een metalen klem
3. een veer met uitstekende delen die tegen het hout en de klem drukken als de val dichtklapt
4. een gevoelige pal die reageert zodra er een lichte druk wordt uitgeoefend
5. een metalen haakje tussen de pal en het hout dat de klem tegenhoudt zolang de pal niet wordt bewogen.

De tweede stap om te herkennen of een systeem onherleidbaar complex is, is de vraag of alle bestanddelen nodig zijn voor het functioneren van het systeem. In het geval van de muizenval is het antwoord positief. Als het hout ontbreekt, is er niets waarop de andere onderdelen bevestigd kunnen worden. Ontbreekt de klem, dan is er niets waarmee de muis geklemd kan worden. De muizenval zal dus niet functioneren als een van de onderdelen ontbreekt.
Wanneer men dit vertaalt naar de moleculaire mechanismen die zich in organismen voltrekken, is te zien dat elk proces berust op een samenspel van eiwitten, enzymen en fysiologische interactie. Elk onderdeel hierin heeft een afzonderlijke taak en vormt tegelijk een onmisbare schakel in een causale keten van activiteiten. Een dergelijk mechanisme kan, volgens de theorie van Behe, niet geëvolueerd zijn uit een simpeler mechanisme: wanneer een of meer elementen ontbreken zou het systeem niet kunnen functioneren.

## Voorbeelden van onherleidbaar complexe systemen
Behe geeft vele voorbeelden van systemen die volgens hem onherleidbaar complex zijn. Hij beschrijft de complexe structuur van trilharen waarvan sommige cellen gebruikmaken om mee te zwemmen. Verder beschrijft hij het bloedstollingsproces. Hij laat zien dat de schijnbare eenvoud van bloedstolling zeer complex is. Hij geeft ook een uiteenzetting van de chemische processen die plaatsvinden wanneer een bombardeerkever kokend heet vocht uit zijn achterlijf spuwt om zich te verdedigen. Hij vermeldt ook het ingewikkelde systeem dat de cel nodig heeft voor het produceren van een van zijn bouwstenen. In die voorbeelden legt hij het accent op de complexiteit van de verschillende processen en de noodzaak van de aanwezigheid van alle onderdelen van het systeem, waardoor het systeem als onherleidbaar complex bestempeld kan worden. Dit wil zeggen dat die complexe systemen niet door evolutie ontstaan kunnen zijn maar als geheel zijn ontworpen.
Als concrete voorbeelden van onherleidbare complexiteit worden verder vaak genoemd: de zweepstaart van de bacterie Escherichia coli, de werking van het oog en het immuunsysteem.
De stelling is dat dergelijke onherleidbare complexiteit niet door een evolutieproces kan ontstaan: in een proces van natuurlijke selectie kan een dergelijk systeem niet stap voor stap ontstaan, want alle onderdelen moeten aanwezig zijn voordat er een selectief voordeel is.
Dit heeft ertoe geleid dat er een hele verzameling websites is ontstaan waarop getoond wordt hoe muizenvallen nog steeds kunnen functioneren als er onderdelen verwijderd worden. Er is ook een aantal sites waarop de 'evolutie' van een simpele muizenval tot het bekende plank-model getoond wordt. Daarnaast is er het evolutionaire principe van co-optie, waarbij een bestaande functie van een orgaan, eiwit enz. wordt gebruikt als basis voor een geheel nieuwe functie. In het voorbeeld van de muizenval hoeft een evolutionaire voorganger niet per se de functie van muizenval gehad te hebben. Enkel het plankje van de muizenval is bijvoorbeeld prima te gebruiken als presse-papier. Of een muizenval zonder grendel is prima te gebruiken als dasspeld.

### Specifieke complexiteit
In 1986 gebruikte Charles Thaxton, een chemicus en creationist, de term "specifieke complexiteit" om aan te tonen dat de informatie van het DNA gespecificeerd is door intelligentie. Het ID begrip van specifieke complexiteit is ontwikkeld door William Dembski (wiskundige, theoloog en filosoof) in de jaren negentig. Hij stelt dat als iets gelijktijdig zowel specifiek als complex is, men dan kan aannemen dat het ontworpen werd door intelligente ontwerper. Het kan dan niet uitsluitend het resultaat zijn van processen die plaatsvinden in de natuur. Hij geeft daarbij de volgende voorbeelden: "Een letter van het alfabet is specifiek maar niet complex. Een lange zin van willekeurige letters is complex maar niet specifiek. Een sonnet van Shakespeare is zowel complex als specifiek."
Volgens Dembski wordt iets beschouwd als complexe specifieke informatie (CSI) wanneer de kans dat het spontaan ontstond kleiner is dan 1 op 10150. Demski argumenteert dat CSI in verschillende delen van de levende wezens aanwezig is, zoals DNA en andere biologische moleculen. Die delen kunnen niet ontstaan zijn volgens de natuurwetten, vermits natuurwetten uitsluitend informatie kunnen verschuiven of verwijderen en kans ofwel complexe niet specifieke informatie ofwel simpele specifieke informatie kan veroorzaken, maar geen CSI. Hij concludeert door eliminatie dat CSI daarom het best kan verklaard worden als teweeggebracht door een externe intelligentie.
Er zijn diverse argumenten ingebracht tegen dit concept:
- Het concept is niet zinnig, de kans dat een oog ontstaat is niet te berekenen.
- Bekijk het als een loterij: de kans dat een bepaalde deelnemer de loterij wint is miniem, maar dat betekent niet dat er nooit iemand een loterij wint.
- Dembski's kansberekening gaat uit van de situatie dat er geen selectie plaatsvindt, terwijl dit wel het geval is. Vergelijk het met het gooien van tien zessen: als je telkens met tien dobbelstenen gooit, lukt het bijna nooit. Als je daarentegen na elke worp de zessen opzij legt en met de rest verder gooit, zul je vrij snel tien zessen hebben. Met andere woorden: specifieke complexiteit is juist datgene wat er volgens de evolutietheorie ontstaat, natuurlijke selectie is precies dat wat het verschil maakt tussen willekeur en geëvolueerde complexiteit. Met computermodellen kan dit onderscheid duidelijk gedemonstreerd worden.

## Intelligent designen creationisme
De schepping volgens het creationisme kan worden beschouwd als een vorm van intelligent ontwerp. ID op zich speculeert niet over de natuur of de identiteit van de ontwerper, maar de meeste aanhangers van ID in de VS zijn christenen, die bij "intelligent design" over het algemeen zullen denken aan de christelijke God. De meeste Amerikaanse darwinisten zijn daarom van mening dat ID een poging is om het creationisme via een achterdeur weer in het Amerikaanse onderwijs te brengen omdat het creationisme volgens de grondwet niet mag onderwezen worden op scholen tijdens de wetenschapsvakken. Kitzmiller v. Dover Area School District was een proces in de federale rechtbank van de VS waarin de rechter John E. Jones III oordeelde dat ID niet op scholen mag onderwezen worden als een alternatief van de evolutieleer omdat volgens de rechter "een objectieve waarnemer, een volwassene of zelfs een kind kan zien dat ID religieus van aard is".

## Intelligent designin de Lage Landen
In juni 2005 verscheen het boek Schitterend ongeluk of sporen van ontwerp? onder redactie van Cees Dekker, Ronald Meester en René van Woudenberg. Voor de publicatie van dit boek had Maria van der Hoeven, Nederlands minister van Onderwijs, Cultuur en Wetenschap een gesprek met Dekker over de relatie tussen geloof en wetenschap en schreef in haar weblog naar aanleiding hiervan onder meer: 

Als we erin slagen om wetenschappers van verschillende geloofsrichtingen met elkaar te verbinden, kan het [intelligent design] uiteindelijk misschien zelfs wel worden toegepast op scholen en in lessen.
— Maria van der Hoeven in haar weblog

 Maria van der Hoeven beoogde daarmee een debat over ID te laten voeren tussen wetenschappers en het onderwijsveld. Naar aanleiding van de betreffende tekst op de weblog ontstond in Nederland een storm van protest en werden zelfs Kamervragen gesteld.
In België verklaarde Mieke Van Hecke, directeur-generaal van het Vlaams Secretariaat van het Katholiek Onderwijs (VSKO), dat katholieke wetenschappers de evolutietheorie al lang hebben aanvaard. Dat ligt enigszins anders binnen het meer Bijbelvaste protestantisme waar het aantal ID'ers ruimer vertegenwoordigd lijkt dan in de meeste Europese landen met (historisch) een overwegend katholieke bevolking.

## Kritiek
Veel tegenstanders van intelligent design zien het hele idee als niet meer dan vermomd creationisme en stellen bovendien dat het in wetenschappelijke termen geen theorie genoemd mag worden. Zij zeggen dat de enige ondersteuning voor ID uit de religieuze hoek komt en niet uit die van de biologische wetenschap. Volgens Daniel Dennett berust ID op het gebruik van hemelhaken. De kritiek van Cees Dekker:
"ID is geen Godsbewijs. Ik heb wat ID betreft een evolutie doorgemaakt. Wat ik in de biologie interessant vind is de vraag wat leven is. En ID trok me aan, omdat het een antwoord wilde geven op de vraag hoe je de complexiteit kwantificeert van DNA, eiwitten, cellen en van ingewikkelder biologische systemen. Maar als wetenschappelijk programma faalt het. Ik ben erin teleurgesteld. ID had de pretentie objectieve wetenschap te bieden, maar het heeft die pretentie niet waargemaakt".
In zijn boek 'God als misvatting' voert Richard Dawkins als kritiek op dat volgens de ID-theorie, de intelligente ontwerper zelf ook ontworpen zou moeten zijn (Who designed the designer?). Hij redeneert dat de ontwerper van complexiteit zelf minstens zo complex zal zijn als de complexiteit die hij ontwerpt en volgens de ID-theorie zelf dus kenmerken van ontwerp vertoont en dus ontworpen moet zijn.
Aanhangers van ID reageren dat een (goddelijke) ontwerper zelf niet ontworpen hoeft te zijn, omdat deze oneindig is en dus nooit is ontstaan, of omdat de ontwerper buiten de werkelijkheid staat. Een ander verweer is dat een afdoende verklaring voor een fenomeen niet hoeft te betekenen dat de verklaring zelf ook verklaard moet worden. Zo verklaart een droogte adequaat een verloren oogst, ook als de droogte zelf niet verklaard is.
Pantheïsten nemen aan dat de natuur zichzelf ontwerpt, wat zich uit in het verschijnsel zelforganisatie. Dit maakt een buiten de werkelijkheid staande, dus transcendente, ontwerper overbodig.

## Parodieën
Er zijn verschillende parodieën opgevoerd die als doel hebben om de gedachte van intelligent design in het belachelijke te trekken of om lacunes te tonen in deze theorie. Enkele parodieën zijn:
- In een reactie op het besluit van de regionale overheid Kansas om tijdens biologielessen naast de evolutieleer ook intelligent design te onderwijzen, heeft Bobby Henderson de theorie van het 'Vliegend Spaghettimonster' op internet gelanceerd en een officiële brief naar de Kansas Board of Education gestuurd waarin hij eiste dat in de klas aan het geloof in het Vliegende Spaghettimonster evenveel tijd zou worden besteed als aan de christelijke en andere scheppingsverhalen.
- De theorie van Intelligent falling als vervanging voor de natuurkundige wetten van de zwaartekracht.
- De theorie van Unintelligent Design. Deze theorie verklaart allerlei feiten als 'onnodig' lange zenuwbanen bij giraffen, onhandigheden in het 'ontwerp' van het oog, redundante organen zoals blind geworden ogen bij dieren die in het donker leven en dergelijke door te veronderstellen dat de ontwerper uit de ID-theorie eerder 'lui' of 'onhandig' dan 'intelligent' moet zijn geweest.